# Ignacy Mielnicki
Ignacy Mielnicki (ur. 12 grudnia 1909 w Ostrołęce-Wojciechowicach, zm. 4 września 1994) – polski budowniczy harmonii trójrzędowych, muzykant ludowy z Puszczy Zielonej.

## Życiorys

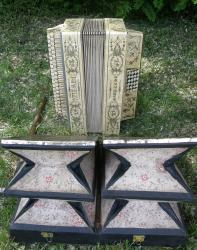
Harmonia pedałowa produkcji Ignacego Mielnickiego

Był synem Stanisława i Marii z Mielnickich małżonków Mielnickich. Przodkowie Ignacego Mielnickiego przybyli do Ostrołęki z Gnat. W 1926 Mielnicki skończył szkołę podstawową w Ostrołęce. Uczestniczył w wielu kursach doszkalających.
Do 1939 pracował m.in. w Warszawie jako cieśla, a także jako budowniczy mostów w powiecie ostrołęckim. Pracę kontynuował po 1945.
Dodatkowo już w latach 30. XX wieku zaczął grać na weselach i innych uroczystościach. W Warszawie grał w kapeli podwórkowej. Zajął się też budową instrumentów, strojeniem organów i pianin. Szczególnie ukochał harmonię pedałową.
Przez całe życie zajmował się budową harmonii na zamówienie. Grał na harmonii pedałowej na weselach, a od 1970 w Zespole Ludowym „Kurpie” z Ostrołęki. Występował w nim przez 20 lat i grał na własnoręcznie wykonanej harmonii pedałowej. Jako muzyk był laureatem licznych konkursów i przeglądów folklorystycznych.
Rzadko sygnował harmonie swoim nazwiskiem, dlatego niewtajemniczeni mogą nie rozpoznać jego produktów. Stosował np. takie napisy jak: „Kurpie”, „Ostrołęka” czy „Koncertowa” lub tworzył pod marką innych wytwórców. Znał osobiście producentów warszawskich – m.in. Radka, Boruckiego, Leonardta. Nie korzystał z gotowych projektów, dlatego każda harmonia jest inna. Czasem przerabiał akordeony na pedałówki.
Wykonane przez niego harmonie znajdują się m.in. w Muzeum Ludowych Instrumentów Muzycznych w Szydłowcu, Muzeum Kultury Kurpiowskiej w Ostrołęce i Państwowym Muzeum Etnograficznym w Warszawie.
Odznaczony Odznaką „Zasłużony Działacz Kultury” i Odznaką „Za zasługi dla województwa ostrołęckiego”.
Ze związku z Genowefą z Chrzanowskich miał troje dzieci: Marię, Kazimierza i Marka.
Spoczywa na cmentarzu parafialnym w Ostrołęce.

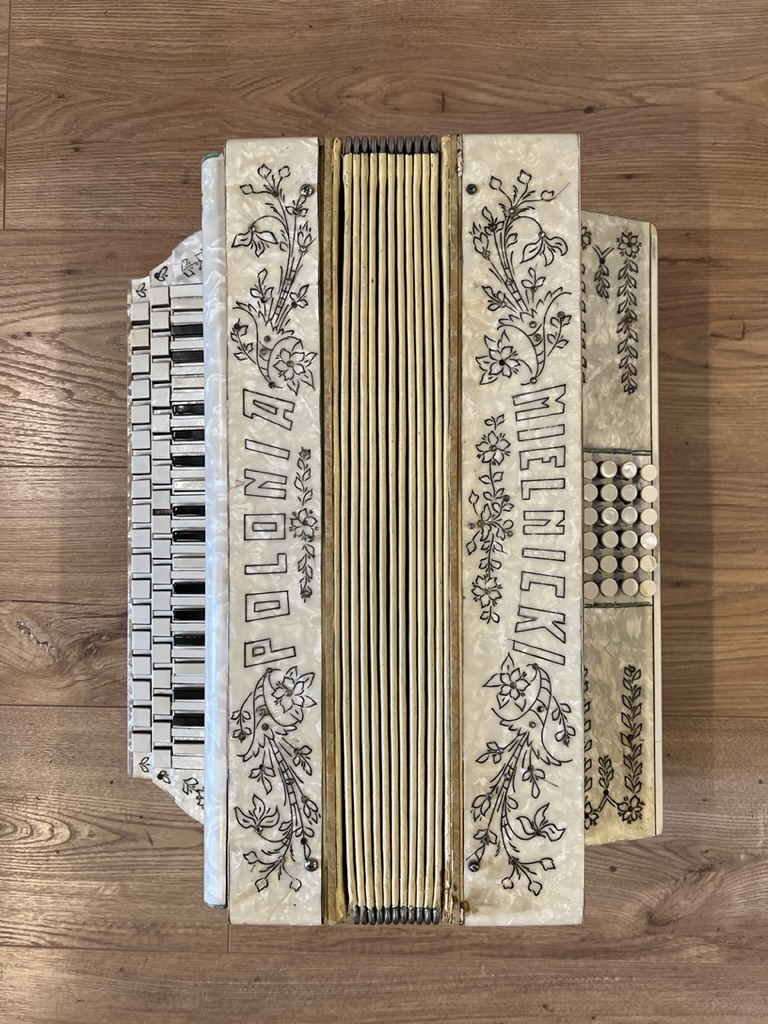
Trzyrzędowa 24-basowa harmonia pedałowa produkcji Ignacego Mielnickiego sygnowana jego nazwiskiem

## Spuścizna
Ignacego Mielnickiego nagrywał m.in. Józef Sobiecki z Radia Dla Ciebie.
Harmonie produkcji Ignacego Mielnickiego były i są do dziś używane przez wielu muzykantów na Kurpiach. 

## Upamiętnienie
W 2020 w Muzeum Kultury Kurpiowskiej w Ostrołęce zorganizowano tabor mu poświęcony.
Na instrumencie wykonanym przez Ignacego Mielnickiego, sygnowanym jego nazwiskiem, co jest wyjątkiem, gra jego wnuk Tomasz. Ma własną kapelę.